# ريتشل كوبر
ريتشل كوبر (بالإنجليزية: Rachel Cooper)‏ هي فيلسوفة بريطانية، ولدت في 1974.